# Hapoel Ironi Riszon le-Cijjon
Hapoel Ironi Riszon le-Cijjon (hebr. הפועל עירוני ראשון לציון) – izraelski klub piłkarski, mający siedzibę w mieście Riszon le-Cijjon.

## Historia
Klub został założony w 1940 roku jako Hapoel Riszon le-Cijjon. Do lat 90. XX wieku klub występował tylko trzy sezony w najwyższej lidze (1978/79, 1980-1982). W sezonie 1993/94 klub ponownie awansował do najwyższej ligi. Do nazwy klubu dodano słowo Ironi. Do 2003 występował 9 sezonów w najwyższej lidze, a potem spadł do Liga Leumit. W sezonie 2008/09 zdobył awans do Liga Leumit. W sezonie 2011/2012 zespół powrócił do najwyższej klasy rozgrywkowej Ligat ha’Al.

## Sukcesy
- finalista Pucharu Izraela: 1946, 1996

## Europejskie puchary
Legenda do wszystkich tabel:
- Q – runda eliminacyjna, 1/16, 1/8, 1/4, 1/2 – odpowiednia faza rozgrywek, Grupa – runda grupowa, 1r gr – pierwsza runda grupowa, 2r gr – druga runda grupowa, F – finał, R – runda, PO – play-off
- k. – rzuty karne, los. – losowanie, Dogr. – dogrywka, w. – zasada bramek strzelonych na wyjeździe

| Sezon   | Rozgrywki                 | Runda | Klub                    | Dom | Wyjazd | Ogólnie |
| ------- | ------------------------- | ----- | ----------------------- | --- | ------ | ------- |
| 1996/97 | Puchar Zdobywców Pucharów | 1R    | Constructorul Kiszyniów | 3–2 | 0–1    | 3–3, w. |